# Brzanka pięciopręga
Brzanka pięciopręga (Systomus pentazona) – gatunek słodkowodnej ryby z rodziny karpiowatych (Cyprinidae).

## Występowanie
Występuje w Azji Południowo-Wschodniej.

## Charakterystyka
Ryba koloru pomarańczowego z pięcioma pionowymi, czarnymi pręgami. Osiąga długość do 5 cm.

## Dymorfizm płciowy
Samce są mniejsze, smuklejsze i intensywniej ubarwione niż samice.

## Wymagania hodowlane
Potrzebuje wody o temperaturze 20–26 °C i pH 6,0–6,5, filtrowanej przez torf i często częściowo wymienianej.